# Teodoro Paredes
Teodoro Paul Paredes Pavón (Caaguazú, Paraguay; 1 de abril de 1993) es un futbolista paraguayo. Juega de defensa central y su equipo actual es Unión Comercio de la Liga 1 de Perú.

## Selección nacional
Teodoro ha sido parte de la selección sub-17 y sub-20 de Paraguay. En 2013, disputó con la sub-20 el Campeonato Sudamericano y obtuvo el subcampeonato. Dado que Paraguay logró el segundo de los cuatro primeros lugares, obtuvo también la clasificación para disputar la Copa Mundial Sub-20, que tuvo lugar en Turquía.
En el 2024 fichó por Unión Comercio, club con que descendió en la Liga 2 al quedar en la última posición del torneo peruano. Jugó un total de 31 partidos y logró anotar 2 goles.

## Clubes
Actualizado al último partido disputado el 2 de diciembre de 2023.
| Club                 | País          | Año           | Partidos | Goles |
| -------------------- | ------------- | ------------- | -------- | ----- |
| Cerro Porteño        | Paraguay      | 2011-2014     | 29       | 0     |
| Sol de América       | Paraguay      | 2015          | 27       | 0     |
| Rubio Ñu             | Paraguay      | 2016          | 4        | 0     |
| Atlético de Rafaela  | Argentina     | 2016-2017     | 24       | 0     |
| Cerro Porteño        | Paraguay      | 2017-2018     | 5        | 0     |
| Newell's Old Boys    | Argentina     | 2018-2019     | 17       | 1     |
| Bolívar              | Bolivia       | 2019-2020     | 23       | 2     |
| Sportivo San Lorenzo | Paraguay      | 2020          | 4        | 0     |
| Jorge Wilstermann    | Bolivia       | 2021          | 3        | 0     |
| Cumbayá F. C.        | Ecuador       | 2022-2023     | 49       | 4     |
| Unión Comercio       | Perú          | 2024-act.     | -        | -     |
| Total carrera        | Total carrera | Total carrera | 185      | 7     |

## Palmarés

### Campeonatos nacionales
| Título                       | Club          | Año  |
| ---------------------------- | ------------- | ---- |
| Primera División de Paraguay | Cerro Porteño | 2012 |
| Primera División de Paraguay | Cerro Porteño | 2013 |
| Primera División de Paraguay | Cerro Porteño | 2017 |
| Primera División de Bolivia  | Bolívar       | 2019 |